# Branko Stanković
Branko "Stane" Stanković (v srbské cyrilici: Бранко "Стане" Станковић, vyslovováno [brâːŋko stǎːŋkoʋitɕ]; 31. října 1921 – 20. února 2002) byl bosensko-srbský a jugoslávský fotbalista a trenér.

## Hráčská kariéra

### Klubová
Svou kariéru začal v FK Slavija Sarajevo jako junior v roce 1936. V roce 1941 utekl ze Sarajeva a přestoupil do nejúspěšnějšího jugoslávského předválečného klubu BSK Bělehrad, kde za války hrál srbskou ligu. V roce 1946 přišel do Crvene zvezdy Bělehrad, kde se etabloval jako jeden z nejlepších obránců jugoslávské první ligy. Stanković zde odehrál 195 zápasů a vstřelil 14 gólů.

### Reprezentační
Stanković hrál hlavně za Crvenou zvezdu Bělehrad a za Jugoslávii nastoupil 61krát. Zúčastnil se dvou mistrovství světa a získal stříbrnou medaili na olympijských hrách v roce 1948 a 1952. Jeho posledním reprezentačním utkáním byl v listopadu 1956 přátelský zápas proti Anglii. Stanković byl jedním z nejelegantnějších defenzivních hráčů své doby. Díky svému hernímu stylu si vysloužil přezdívku Ambasador. Hráči jako Bruno Belin, Milovan Đorić, Fahrudin Jusufi nebo Petar Krivokuća v budoucnu kopírovali jeho herní styl. Byl to silný, rychlý a velmi odvážný hráč a také velmi dobrý hlavičkář.
Profesionální kariéru ukončil v roce 1958 krátce před svými 37. narozeninami.

## Trenérská kariéra
Stanković zahájil svou trenérskou kariéru v Sarajevu v roce 1960 jako manažer klubu Željezničar. Později vedl Crvenou zvezdu Bělehrad a v roce 1979 se s ní dostal do finále Poháru UEFA. Kromě Crvené zvezdy vedl také řadu týmů v různých zemích, například Fenerbahçe a Beşiktaş v Turecku, Porto v Portugalsku nebo AEK Athény, Aris Soluň a PAOK Soluň v Řecku. Trénoval také Olimpiji Lublaň a FK Vojvodinu. Během roku 1966 byl také spolumanažerem jugoslávského národního týmu spolu s Aleksandarem Tirnanićem, Miljanem Miljanićem, Rajko Mitićem a Vujadinem Boškovem.
Proslavil se také incidentem s jedním z nejpopulárnějších jugoslávských hráčů Draganem Stojkovićem. Stanković odešel z fotbalu v roce 1989.

## Osobní život
Vystudoval tělesnou výchovu. Byl ženatý a měl dva syny, Dragana a Ratka.

## Úspěchy

### Hráčské
BSK Bělehrad
- Srbská fotbalová liga: 1942/1943, 1943/1944

Crvena zvezda Bělehrad
- Jugoslávská Prva liga: 1951, 1952/1953, 1955/1956, 1955/1957
- Jugoslávský pohár: 1948, 1949, 1950

### Trenérské
Vojvodina
- Jugoslávská Prva liga: 1965/1966

AEK Athény
- Alpha Ethniki: 1970/1971

Crvena zvezda Bělehrad
- Jugoslávská Prva liga: 1979/1980, 1980/1981

Fenerbahçe
- Süper Lig: 1982/1983
- Türkiye Kupası: 1982/1983

Beşiktaş
- Süper Lig: 1985/1986